# Eilema interpositella
Eilema interpositella is een vlinder uit de familie van de spinneruilen (Erebidae), onderfamilie beervlinders (Arctiinae). De wetenschappelijke naam van de 
soort is voor het eerst geldig gepubliceerd in 1920 door Strand.
Deze nachtvlinder komt voor in Europa.